# Ризере (Тревизо)
Ризере је насеље у Италији у округу Тревизо, региону Венето.
Према процени из 2011. у насељу је живело 94 становника. Насеље се налази на надморској висини од 15 м.